# Chiesa di Nostra Signora Annunziata
La chiesa di Nostra Signora Annunziata è un luogo di culto cattolico situato nel comune di Lorsica, in via Ciga, nella città metropolitana di Genova. La chiesa è sede della parrocchia omonima del vicariato della Val Fontanabuona della diocesi di Chiavari.

## Storia e descrizione

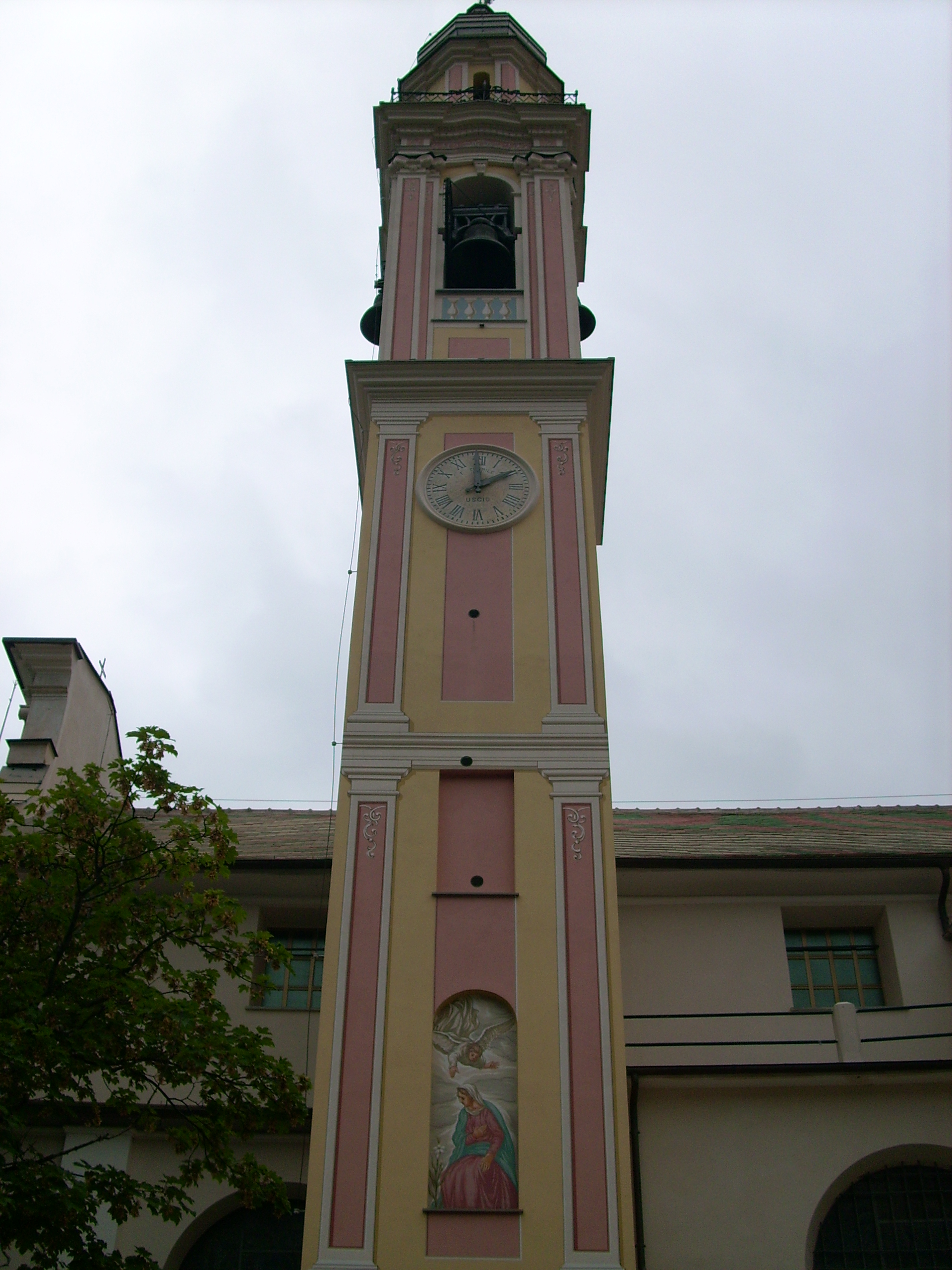
Particolare del campanile

Situata nel punto più basso dell'abitato di Lorsica è stata edificata sul finire del XVI secolo ed ampliata, per il forte sviluppo demografico, nel corso del XIX secolo. La sua parrocchia fu istituita nel 1603 staccandola dalla comunità parrocchiale di Sant'Andrea di Verzi; la consacrazione della chiesa avvenne il 12 luglio del 1909 elevandola in Prevostura.
L'interno, ad unica navata con cinque altari laterali in marmo, presenta decorazioni e stucchi dell'Ottocento e affreschi realizzati tra il XIX e XX secolo. Tra le opere d'arte conservate, oltre ad una numerosa raccolta di pregiati damaschi tessuti a mano dalla popolazione, vi è un crocifisso ligneo della scuola scultorea di Anton Maria Maragliano.
Le feste principali della parrocchia sono Nostra Signora Annunziata e santa Caterina.